# Chlorixanthe
Chlorixanthe is een geslacht van kevers uit de familie bladsprietkevers (Scarabaeidae). Het geslacht werd voor het eerst wetenschappelijk beschreven in 1889 door Henry Walter Bates.

## Soorten
- Chlorixanthe flavoviridis (Thomson, 1860)
- Chlorixanthe propinqua (Gory & Percheron, 1833)
  - = Chlorixanthe chapini Cartwright, 1939